# Басюк, Одед
Оде́д Басю́к (ивр. עודד בסיוק‎, род. 21 мая 1973) — генерал-майор Армии обороны Израиля накануне выхода в запас, в последней армейской должности: глава Оперативного управления Генерального штаба Армии обороны Израиля (с июня 2021 по июль 2025 года).

## Биография
Одед родился в семье Ури и Рут Басюк. Вырос в Рамат-ха-Шароне с одной сестрой. Окончил среднюю школу «Алон».
Он призвался в Армию обороны Израиля в бронетанковый корпус в 1991 году, служил офицером 53-го батальона 188-й бригады «Барак», в 1995—1996 годах служил командиром бронетанковой роты и в этой роли командовал постом Бофор во время кампании в Полосе Безопасности. На следующей должности он служил начальником автомобильного отдела в штабе главного бронетанкового офицера. В 2001 году он был назначен офицером штаба 188-й бригады. В 2003 году он был назначен командиром 71-го батальона 188-й бригады. Завершил службу в этой должности после несчастного случая, произошедшего во время его службы и был переведён на должность руководителя филиала в Центре огневой подготовки в Национальном центре учений, а в 2005 году перешёл командовать 82-м батальоном 7-й бригады «Саар ми-Голан» и служил на этой должности во время Второй Ливанской войны. Сразу после похищения солдат на северной границе танк его батальона атаковал заставу «Кипат Дегель», и весь его экипаж был убит во время выполнения задания по определению пути отхода сил «Хезболлы». Басюк продолжал возглавлять батальон все дни боёв на западном участке Ливана. После окончания должности командира батальона он был назначен в 2007 году офицером штаба дивизии «Гааш».
В 2009 году ему было присвоено звание полковника и назначен командиром резервной танковой бригады Маркевот ха-Эш. В июле 2011 года назначен командиром 7-й бригады «Саар ми-Голан». В этой должности Басюк служил до июня 2013 года, в этот период он готовился силами бригады к наземному входу, запланированному для операции «Облачный столп» в секторе Газа.
На своей следующей должности он был назначен руководителем отдела операций Оперативного управления Армии обороны Израиля и занимал эту должность в 2013-2015 годах, среди прочего, во время инцидента с похищением и убийством подростков и во время операции Нерушимая скала, в результате которого были разрушены наступательные туннели ХАМАС.
4 августа 2015 года ему было присвоено звание бригадного генерала и он был назначен командиром 146-й дивизии «Ха-Мапац» и прослужил в этой должности до 16 мая 2017 года.

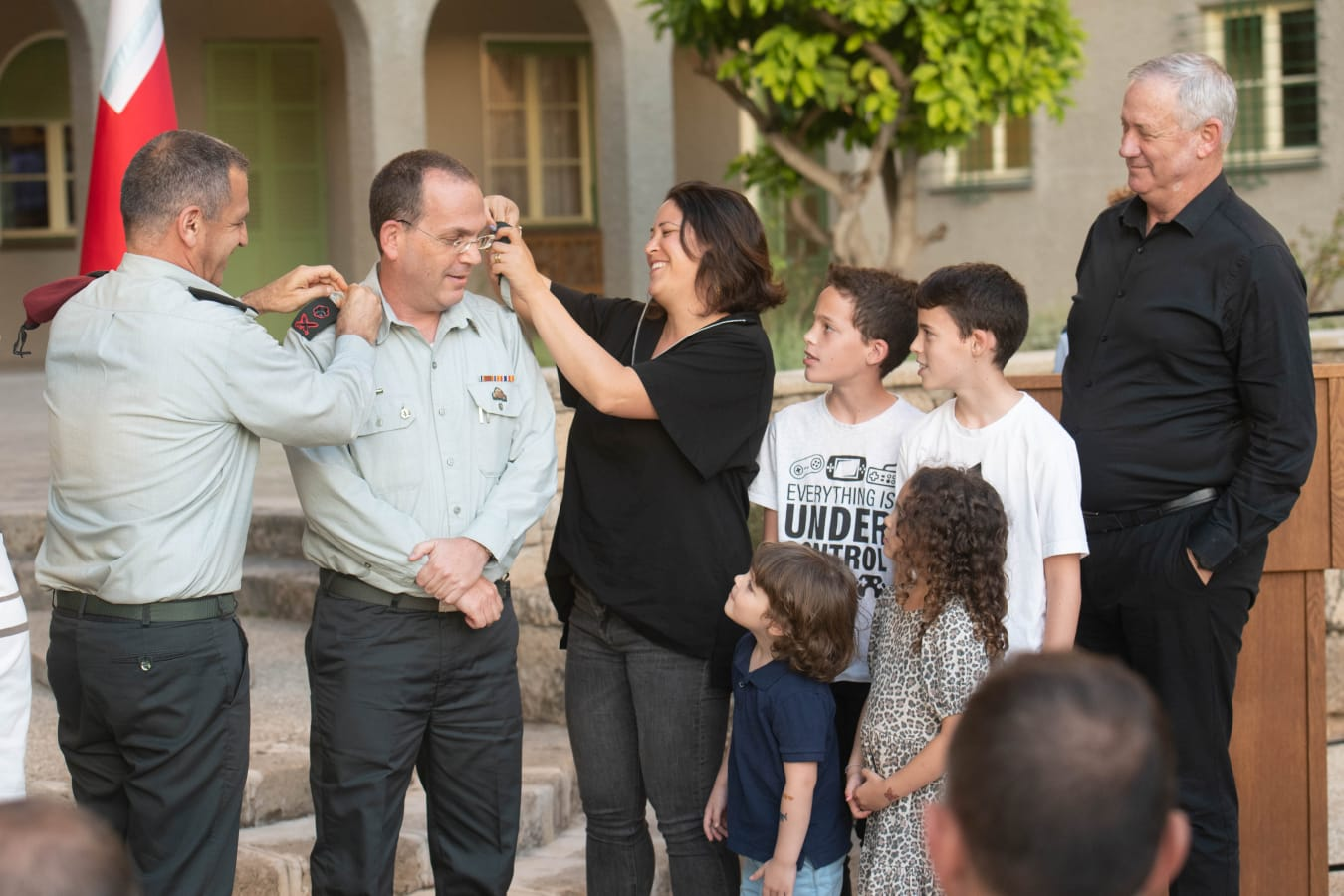
Справа: министр обороны Бени Ганц, семья Басюка, Одед Басюк и начальник штаба Авив Кохави во время присвоения Басюку звания генерал-майора, июнь 2021 года.

13 июня 2017 года он был назначен командиром 162-й дивизии «Ха-Плада», в этот период он был соавтором в разработке плана ЦАХАЛа по атаке туннеля ХАМАС, реализованного в ходе операции «Страж стен». В 2019 году он был назначен начальником отдела планирования в управлении планирования Генштаба, где руководил реализацией многолетнего плана Тнуфа.
В июне 2021 года ему присвоено звание генерал-майора и он был назначен начальником оперативного отдела. Помимо прочего, он занимал свою должность во время операции «Рассвет» и операции «Щит и стрела». В мае 2022 года, после волны терроризма в Израиле весны 2022 года, ЦАХАЛ начал операцию под руководством Басюка, которая также включала укрепление разделительного барьера. С этой целью Басюк одобрил передачу в войска современных радаров и радиолокаторов, а также датчики для сбора информации о линии разделения.
3 июля 2025 года передал командование управлением генерал-майору Ицику Коэну и вышел в отпуск накануне выхода в запас из армии.

## Личная жизнь
Басюк имеет степень бакалавра права и делового администрирования Междисциплинарного центра и степень магистра политологии Хайфского университета и Колледжа национальной безопасности. Живёт в Ход-ха-Шароне, женат на Лимор, отец четверых детей.